# Polanco
För andra betydelser, se Polanco (olika betydelser).
Polanco (Bayan ng Polanco) är en kommun i Filippinerna. Kommunen ligger på ön Mindanao, och tillhör provinsen Zamboanga del Norte. Folkmängden uppgår till 34 557 invånare.

## Barangayer
Polanco är indelat i 30 barangayer.
| - Anastacio - Bandera - Bethlehem - Dangi - Dansullan - De Venta Perla - Guinles - Isis - Labrador (Prinda) - Lapayanbaja - Letapan - Linabo - Lingasad - Macleodes - Magangon | - Maligaya - Milad - New Lebangon - New Sicayab - Obay - Pian - Poblacion North - Poblacion South - San Antonio (Paetan) - San Miguel (Loboc) - San Pedro - Santo Niño (Lantoy) - Sianib - Silawe - Villahermosa |